# Marguerite-Valentine Burdy
Marguerite-Valentine Burdy, née à Triel-sur-Seine le 28 mai 1874 et morte à La Roche-Chalais le 19 novembre 1964, est une peintre française.

## Biographie
Marguerite-Valentine Burdy est la fille de Henri-Auguste Burdy, sculpteur, et d'Élise Elvire Benoit. Son frère Georges Henri (1871-1908) et sa sœur Jeanne Adèle (1868-1931) seront également artiste peintre.
Élève de Daniel Saubès, elle expose au Salon des artistes français où elle obtient une médaille d'honneur en 1907, une médaille de bronze en 1914, une médaille d'argent en 1922 ainsi que le prix Marie-Bashkirtseff avec un pastel, puis la médaille d'or en 1925, année où elle passe en hors-concours.